# آرثر سفينسون
آرثر سفينسون (بالألمانية: Arthur Svensson)  (و. 1916 – 1989 م) هو لاعب كرة قدم، من السويد، ولد في مالونك، توفي عن عمر يناهز 73 عاماً.